# Ancharius fuscus
Ancharius fuscus är en fiskart som beskrevs av Steindachner, 1880. Ancharius fuscus ingår i släktet Ancharius och familjen Anchariidae. IUCN kategoriserar arten globalt som otillräckligt studerad. Inga underarter finns listade i Catalogue of Life.